# Arbelana
Arbelana — рід цикадок із ряду клопів.

## Опис
Цикадки довжиною близько 4 мм. Стрункі буроокрашенні. Arbelana ulmi є єдиним представником роду.
- Alebra ulmi Anufr. — Приморський край.